# Opfertshofen
Opfertshofen (toponimo tedesco) è una frazione di 141 abitanti del comune svizzero di Thayngen, nel Canton Sciaffusa.

## Storia

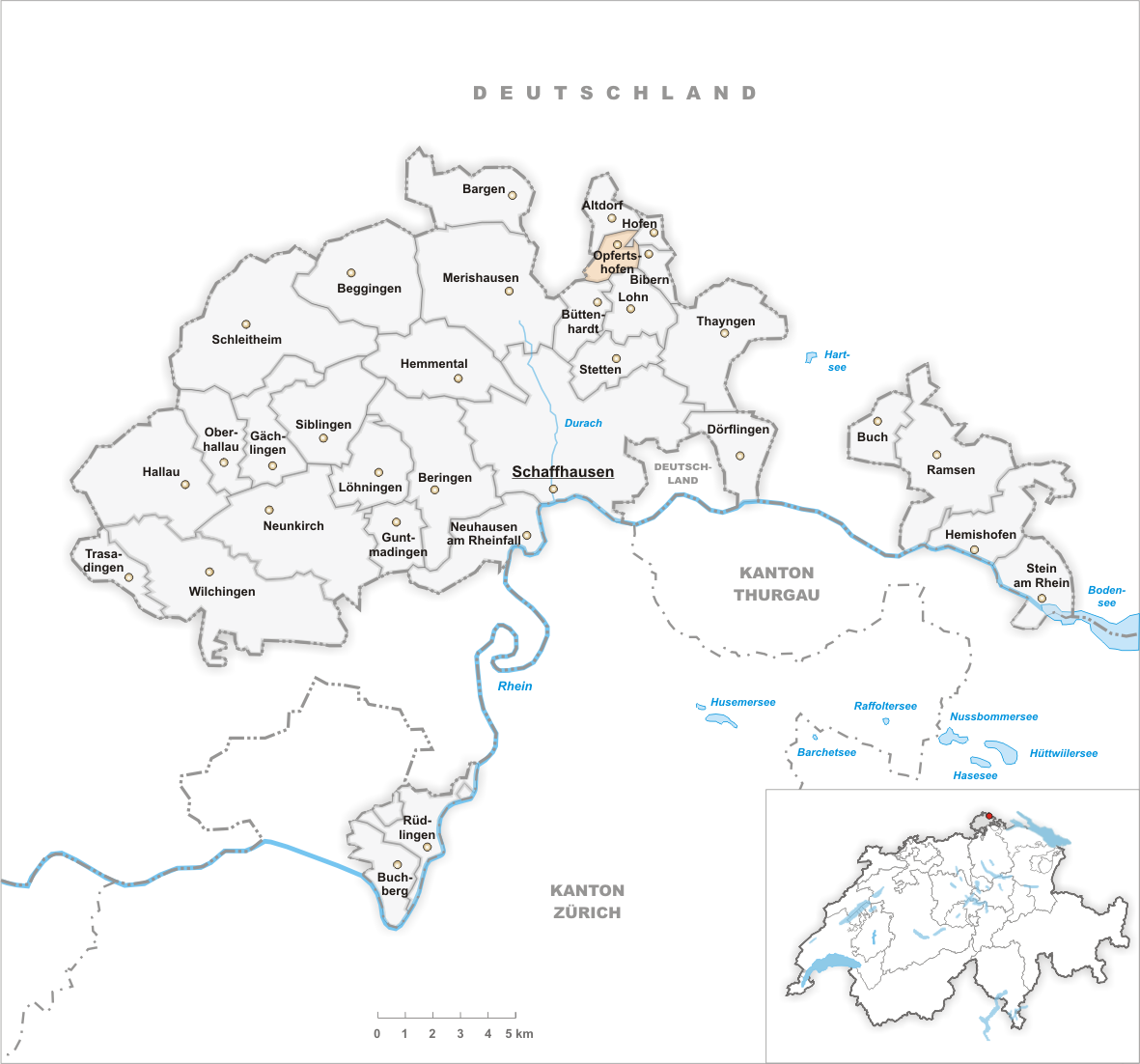
Il territorio del comune di Opfertshofen prima degli accorpamenti comunali del 2009

Fino al 31 dicembre 2008 è stato un comune autonomo che si estendeva per 2,11 km²; il 1º gennaio 2009 è stato accorpato al comune di Thayngen assieme agli altri comuni soppressi di Altdorf, Bibern e Hofen.